# Muriel Hurtis-Houairi
Muriel Hurtis-Houairi, född den 25 mars 1979 i Bondy, är en fransk friidrottare som tävlar i kortdistanslöpning.

## Meriter individuellt
Hurtis-Houairis genombrott kom när hon 1999 blev världsmästare på 200 meter för juniorer. Hon deltog även vid Olympiska sommarspelen 2000 i Sydney där hon blev utslagen i semifinalen. Hennes första stora framgång kom när hon 2002 dels blev europamästare inomhus dels senare även europamästare utomhus när hon vann EM i München på tiden 22,43. Året efter följde hon upp segern med att även bli världsmästare inomhus, ursprungligen slutade hon tvåa efter USA:s Michelle Collins, men denna blev senare av med medaljen för dopingbrott. 
Vid VM utomhus 2003 i Paris slutade Hurtis-Houairi trea på 200 meter på tiden 22,59. Vid Olympiska sommarspelen 2004 blev hon utslagen redan i kvartsfinalen. Även vid VM i Helsingfors och vid VM i Osaka fick hon se sig utslagen i semifinalen respektive kvartsfinalen. En mindre framgång kom då hon vann guld vid IAAF World Athletics Final 2007 i Stuttgart. Hon deltog vid Olympiska sommarspelen 2008 i Peking men blev åter utslagen redan i semifinalen.

## Meriter i stafett
Förutom meriterna individuellt har Hurtis-Houairi flera meriter i det franska laget på 4 x 100 meter. Vid VM 1999 blev laget silvermedaljörer efter Bahamas på tiden 42,06 - då nytt franskt rekord. Silvermedaljen försvarade laget vid VM 2001 då på tiden 42,39. Den främsta meriten blev guldet på hemmaplan vid VM 2003 då hon tillsammans med Patricia Girard-Léno, Sylviane Felix och Christine Arron knappt vann före USA. Tillsammans med Felix och Arron och Véronique Mang blev det även en bronsmedalj vid Olympiska sommarspelen 2004 efter Jamaica och Ryssland.

## Personliga rekord
- 100 meter - 10,96 (2002)
- 200 meter - 22,31 (1999)